# Мала Кам'янка (Кам'янський район)

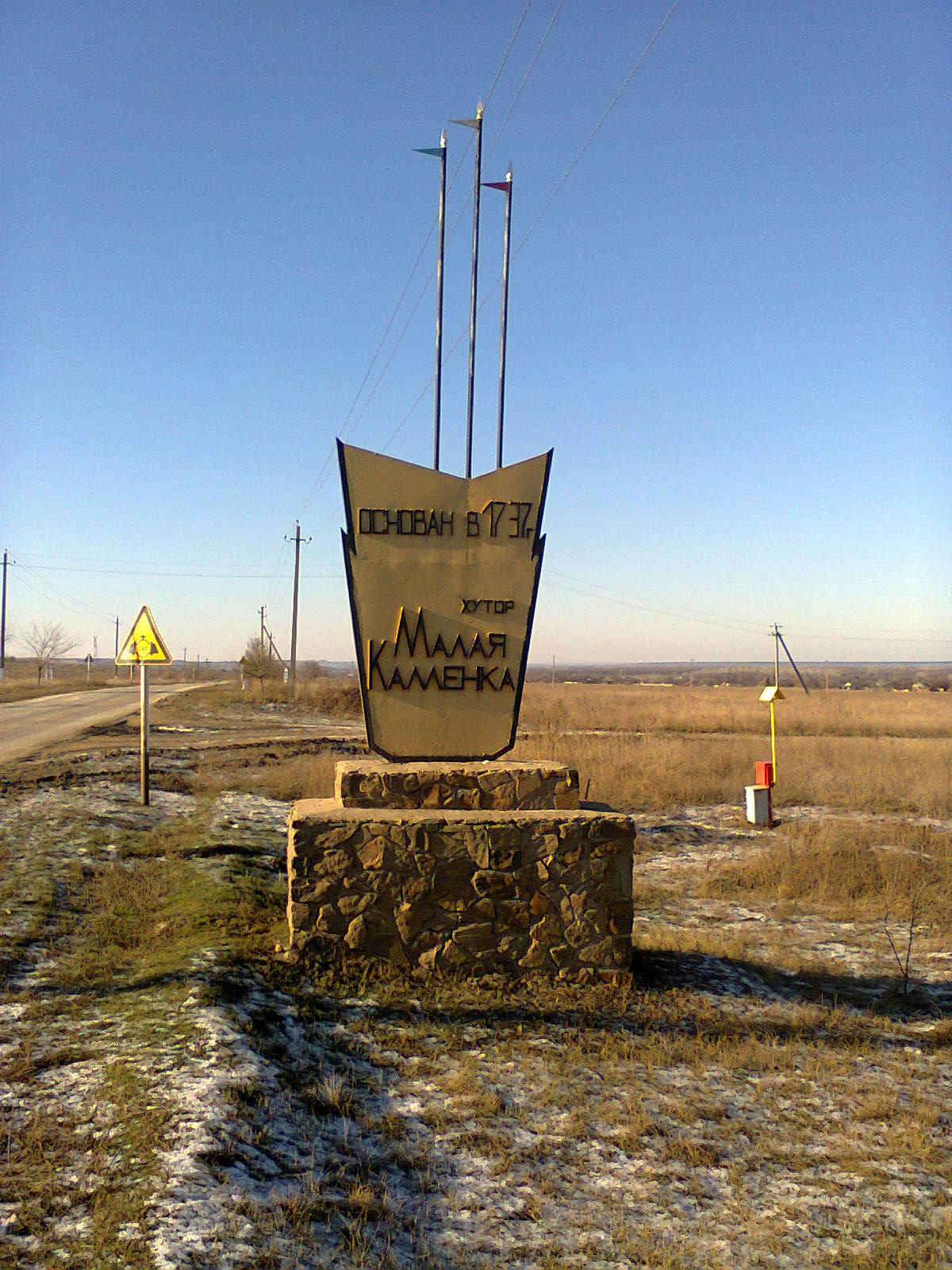
Стелу на в'їзді в хутір з боку Кам'янськ-Шахтинського

Мала Кам'янка — хутір, адміністративний центр Малокам'янського сільського поселення Кам'янського району Ростовської області.
Населення — 1866 осіб (2010 рік).

## Географія
Хутір Мала Кам'янка розташований на правому березі річки Сіверський Донець.
Південна сторона хутора лежить на схилі гори, а північна — на луговій рівнині в старому руслі колись повноводної річки. На південь від хутора є поклади будівельного каменю й сірої глини. З північної сторони хутора листяний ліс, за яким тече річка Сіверський Донець. Між лісом й хутором ланцюгом тягнуться озера — так звані єрики. Земля чорнозем та глинозем. Є великі сінокосні луки.
Через хутір протікає річка Мала Кам'янка. В останні роки вона стала настільки вузька й тиха, що жарким літом пересихає.

## Історія
З давнини тут селилися кочові племена, останніми з яких були ногаї. Територія перебувала під владою Османської імперії.
На схід від колишньої Гундоровської станиці й до Каменської станиці (тепер місто Кам'янськ-Шахтинський), ланцюгом розташовані озера, що майже з'єднані одне з одним. Вони є старим руслом Дінця, що з часом прорив собі нове русло й посунувся на північ на 2-3 километра. Він залишив після себе дуже багато глибоких озер, де був великий надлишок риби та дикої птиці.
1671 року заснована Кам'янське козацьке містечко було створено на лівому березі Сіверського Дінця напроти впливу до нього річки Мала Кам'янка, де тепер східна частина Верхньокрасного хутору.
У 1737 до 1817 року населення з колишньої лівобережної Кам'янської станиці переселялося на правий берег на місце сучасної Малої Кам'янки.
Переселенці займалися рибальством і полюванням. Вони будували собі курені й землянки близько озера Жовтий Яр. Спочатку їх було близько 20 сімей. Перші поселенці жили весною, влітку й восени, коли можна було ловити рибу та полювати. На зиму вони залишали свої житла й відходили на лівий берег Дінця в свою станицю Кам'янська, мешканці якої займалися хліборобством й скотарством. Коли їм загрожувала небезпека з боку ногайців й азовських турок, вони покидали свої місця й влітку.
З 1817 року, коли небезпека зникла, на території хутора стали селитися осілі землероби. Перше селище Низ утворилося на лузі біля озера Жовтий Яр. де було близько 30 дворів й 128 осіб. Береги затоплювало повенями Сіверського Дінця, від яких люди тікали на південь на гору й тимчасово будували собі курені. Після розливу знову поверталися в свої хатини, зруйновані водою, знову відновлюючи своє житло. Так тривало кілька десятків років. За кріпацтва на поселенні переховувалися втікачів.
У 1817 році мешканці піднялися від постійних повеней, озер й лісів на гору й селилися в один ряд уздовж проїзної дороги, що йшла з Кам'янської на Гундоровську станицю. Невеликі будиночки клали з природного каменю й крили соломою. Стелі плели з пруття толи й обмазували їх глиною. Підлога теж змащували глиною, або, у багатих садибах, викладали великими каменями. Нове поселення найменовано «Рукав». Селяни розорювали цілинні землі, вирубували чагарники, осушували болота під городи і сади. У 1850—1860 роках виселкою від Рукава відновилося давнє селище Низ.
До кінця 19 сторіччя утворилося ще два нових поселення: перше — на схід від селища Низ з назвою Зарічка; друге — на південний схід від Рукава під навою Бородиновка, тому що більшість його мешканців були Бородіни.
Проте на мапі Шуберта 2-ї половини 19 сторіччя ці поселення означені Малокам'янським хутором.
1902 року на хуторі побудували першу школу. Навчалися переважно діти заможних селян. Вміли писати і читати не більш 10-20 % всього населення.
За російської громадянської війни 3 місяці йшли бої біля Малокам'янського хутору. Армія Денікіна була у хуторі Попівка, а Червона армія розташувалася в хуторі Мала Кам'янка.
У 1927—1929 роках створено товариство по спільній обробці землі. У це товариство входили близько 30 дворов, але незабаром через невдоволення і незгоду багатьох був розпущений. В 1930 році було створено два колгоспи. Один у Зарічці на схід від Малої Кам'янки. До нього входило 35 дворів. Другий колгосп був створено на захід від річки й називався «імені Крупської». В цей колгосп входило 45 дворів. У 1931 році ці два колгоспи об'єдналися в один колгосп імені «Андрієва», що налічував 90 дворів. У 1936 році збудували нову школу відкрили 7 класів.
Електрифікація прийшла в хутір лише у 1949 році.
У 1958—1964 роках будували нову цегляну школу. З розвитком промисловості міста Кам'янськ багато мешканців почали працювати на його фабриках, заводах та підприємствах, та отримувати там квартири.
Після розпаду СРСР працюючих підприємств залишилися лише адміністрація сільського поселення з клубом й неповна загальна школа.

## Персоналії
- Борисов Олександр Тимофійович (1927—2017) — радянський та російський художник кіно і педагог.